# Ella Peddemors
Ella Peddemors (Enschede, 6 augustus 2002) is een Nederlands voetbalspeelster. Ze komt op huurbasis uit voor FC Twente in de Vrouwen Eredivisie nadat ze in 2024 een contract tekende bij VfL Wolfsburg.

## Clubcarrière
Peddemors begon haar carrière bij Avanti Wilskracht in Glanerbrug en speelde meerdere jaren bij Cvv Sparta Enschede.
Sinds 2017 maakte Peddemors deel uit van de jeugdopleiding van FC Twente. In het seizoen 2019/20 werd ze overgeheveld naar de eerste selectie en maakte ze op 23 augustus 2019 in een thuiswedstrijd tegen Excelsior door in de 75ste minuut in te vallen voor Suzanne Giesen. Op 24 mei 2019 tekende Peddemors haar eerste profcontract voor FC Twente. In oktober 2019 maakte ze haar basisdebuut in de Champions League tegen VfL Wolfsburg.
In 2021 scheurde Peddemors haar kruisband af tijdens een training, en speelde ze dat jaar bijna geen wedstrijden meer. Aan het eind van het jaar keert ze weer terug in de basis van FC Twente.
Peddemors tekende op 5 april 2022 een nieuwe verbintenis die haar tot medio 2024 aan de club uit Enschede verbonden houdt. In een thuiswedstrijd tegen Ajax op 29 oktober 2022 liep Peddemors opnieuw een knieblessure op waardoor ze in het seizoen 2022/23 opnieuw niet veel tot spelen toe kwam. Op 6 oktober 2023 maakte Peddemors haar rentree voor FC Twente in een uitwedstrijd bij Excelsior.
In de zomer van 2024 tekende Peddemors een driejarig contract bij het Duitse VfL Wolfsburg in de Bundesliga. In het seizoen 2024/25 wordt ze nog verhuurd aan FC Twente om meer kans op speelminuten te behouden. Na een halfjaar besloot VfL Wolfsburg Peddemors echter al terug te halen waardoor ze in de winterstop van het seizoen 2024/24 FC Twente definitief achter zich laat.

## Statistieken
| Seizoen | Club      | Competitie | Competitie | Competitie | Beker | Beker | Champions League | Champions League | Overig | Overig | Totaal | Totaal |
| Seizoen | Club      | Competitie | Wed.       | Dlp.       | Wed.  | Dlp.  | Wed.             | Dlp.             | Wed.   | Dlp.   | Wed.   | Dlp.   |
| ------- | --------- | ---------- | ---------- | ---------- | ----- | ----- | ---------------- | ---------------- | ------ | ------ | ------ | ------ |
| 2019/20 | FC Twente | Eredivisie | 11         | 2          | 0     | 0     | 6                | 0                | 0      | 0      | 17     | 2      |
| 2020/21 | FC Twente | Eredivisie | 6          | 0          | 1     | 0     | -                | -                | 0      | 0      | 7      | 0      |
| 2021/22 | FC Twente | Eredivisie | 18         | 2          | 2     | 1     | 2                | 0                | 0      | 0      | 22     | 3      |
| 2022/23 | FC Twente | Eredivisie | 5          | 2          | 2     | 0     | -                | -                | 0      | 0      | 7      | 2      |
| 2023/24 | FC Twente | Eredivisie | 19         | 4          | 2     | 0     | 2                | 0                | 3      | 1      | 26     | 5      |
| 2024/25 | FC Twente | Eredivisie | 9          | 3          | 0     | 0     | 10               | 1                | 1      | 0      | 20     | 4      |
| Totaal  | Totaal    | Totaal     | 68         | 13         | 7     | 1     | 20               | 1                | 4      | 1      | 99     | 16     |

Bijgewerkt t/m 22 december 2024.

## Interlandcarrière
Peddemors kwam uit voor Oranje O15 O16,O17,O18, O19, O20 en O23.
Peddemors werd in november 2024 voor het eerst opgeroepen voor het Nederlandse voetbalelftal.
1 De Jong ·
2 Everaerts ·
4 Carleer ·
5 Knol ·
6 Groenewegen ·
7 Hulst ·
8 Van Ginkel ·
9 Ravensbergen ·
10 Van Dooren ·
11 Tuin ·
12 Vliek ·
14 Rijsbergen ·
15 Diekman ·
16 Lemey ·
17 Andradóttir ·
18 Te Brake ·
19 Proost ·
20 Van Dijk ·
21 Oude Elberink ·
22 Bussman ·
23 Verdaasdonk ·
24 Galic ·
25 Van der Vegt ·
26 Vissers ·
29 Ivens ·
Coach: Pot
· Assistent-coach: Bakker